# Palacio Maldá
El palacio Maldá (en catalán: Palau Maldà) es un edificio situado entre las calles del Pi y de Perot lo Lladre de Barcelona, catalogado como Bien Cultural de Interés Local. Actualmente acoge las  Galerías Maldà, el Cinema Maldà, el teatro Maldà (Círculo Maldá) y el hotel Maldà del grupo Cool Rooms.

## Historia
Fue construido a mediados del siglo XVIII por Joseph de Cortada y Bru, señor de Maldá y Maldanell y marido de Teresa de Santjust y Planella, señora de Albons y propietaria de la finca. Su nieto Rafael de Amat y de Cortada (1746-1819), primer barón de Maldá, fue conocido por su Calaix de sastre, un diario personal de más de cincuenta volúmenes, considerado un documento histórico de gran importancia, que testimonia de forma directa los hechos y costumbres de su época. Además, se considera uno de los textos más importantes de la narrativa catalana entre los siglos XVIII y XIX, y antecedente del costumbrismo y del periodismo local. Rafael de Amat arregló algunas de las estancias del palacio para ofrecer conciertos y representaciones privadas, costumbre arraigada entre la aristocracia del siglo XVIII.
En 1863, el barón Cayetano de Amat y Amat murió sin descendencia y fue sucedido por su sobrino Cayetano María de Amat y Amat, marqués de Castellbell y Castellmeyá. Después de que los barones de Maldà decidieran trasladar su residencia familiar al Palacio Falguera en San Feliú de Llobregat y alquilar la de la calle del Pi, ésta devino durante un tiempo la sede del Fomento de la Producción Nacional, patronal catalana fundada en 1868 y considerada como la más antigua de Europa. Ya en el siglo XX, la marquesa y baronesa María Dolores de Cárcer y de Ros intentó devolver el palacio a la opulencia del pasado, pero el estallido de la Guerra Civil frustró sus planes. Después del conflicto, los pisos superiores se convirtieron en apartamentos, mientras que la planta baja y los jardines se transformaron en las Galerías Maldá, inspiradas en el éxito comercial de espacios similares de otras ciudades europeas, cuyo modelo novedoso era el de calles cubiertas por estructuras de vidrio. Fueron inauguradas en 1942, y en 1945 se inauguró  el Cinema Maldà en el lateral.
En la década de 1980, Alfonso de Vilallonga y Cabeza de Vaca, 8º barón de Maldá, quien había heredado parte de la propiedad de su padre, Salvador de Vilallonga y de Càrcer, 8º marqués de Castellbell, reformó algunas estancias para acoger conciertos y veladas musicales. Sus hijos, encabezados por el compositor Alfonso de Vilallonga y Serra, 9º barón de Maldà, acabarían convirtiendo aquellas estancias en la sala teatral conocida como El Maldà, inaugurada oficialmente en 1996. La propiedad sigue en manos de la familia Vilallonga.

## Edificio

### Exterior
Consta de planta baja, dos pisos y tejado a dos aguas, y su planta tiene forma de “L”. En la fachada principal, que da a la calle del Pi, se abren cinco vanos por planta siguiendo los mismos ejes longitudinales. Los vanos de la planta baja son adintelados, de arco rebajado. Destaca el pórtico de entrada a las galerías, con un arco escarzano moldurado de grandes dimensiones y enmarcado con piedra.
Los vanos de los pisos superiores se abren a balcones individuales con barandilla de hierro forjado y voladizo moldurado. Las puertas están enmarcadas por grandes sillares de piedra. La fachada está rematada por una gran cornisa, en la que resulta más evidente el modo en el que la fachada se adapta a la forma curva que describe la calle. El paramento es de pequeños sillares con encintado o esgrafiado y grandes sillares, bien cortados, en la esquina.

### Interior
En la época de su construcción, a mediados del siglo XVII, se decía que este palacio tenía los interiores más suntuosos de toda Barcelona. En la planta principal se situaban los espacio públicos del palacio, los grandes salones tenían artesonados o techos de yeso con escudos policromados, chimeneas de mármol, etc. En la planta superior se encontraban las habitaciones y espacios privados de la familia y los cuartos del personal de servicio. También tenía un gran jardín, que ocupaba el interior de la manzana, junto con las caballerizas, que se encontraban en la planta baja y que en 1942 se transformaron en las Galerías Maldá. Tras la Guerra Civil los pisos superiores se compartimentaron en viviendas.
Al acceder por el pórtico de entrada a las galerías, a mano derecha, se encuentra un gran arco rebajado de piedra con impostas molduradas, que lleva a las escaleras de acceso al Cinema Maldà. Al restaurarse este cine en 2006, se descubrió la huella dejada por la conocida como Capilla vasca de Barcelona, que durante más de dos años permaneció abierta al culto en plena Guerra Civil. En el muro donde estaba la pantalla apareció una hornacina que presidía aquel espacio, uno de los antiguos salones que servía como pequeño teatro en la época en que los barones de Maldà residían en el edificio. Tras la Guerra Civil, ese mismo espacio albergó un teatro de marionetas y, ya en 1945, el Cinema Maldà.